# Sparasion tibiale
Sparasion tibiale är en stekelart som beskrevs av Nees von Esenbeck 1834. Sparasion tibiale ingår i släktet Sparasion och familjen Scelionidae. Inga underarter finns listade i Catalogue of Life.